# Cucut bronzat cara-rogenc
El cucut bronzat cara-rogenc (Chalcites ruficollis) és una espècie d'ocell de la família dels cucúlids (Cuculidae) que habita la selva humida de les muntanyes de Nova Guinea.